# Богутовац
Богутовац — село в Сербии в Рашском округе, в окрестностях города Кралево.

## Название
По преданию название села происходит от имени языческого князя Богутома.

## История
Село было основано в IX век до н. э.

## География
Село Богутовац находится неподалёку от Кралево. Через село Богутовац протекает река Лопатница, которая сбрасывает свои воды в Ибар.

## Достопримечательности
- Средневековая крепость Маглич (находится в 3 км от села).
- Языческое кладбище.

## Курортная база
- Богутовацка Баня — курорт с термальными минеральными источниками. Источники с температурой воды от 22 до 26 градусов Цельсия. Эта вода богата серой, литием и магнием.

## Спорт и туризм
Богутовац это одно из лучших мест для занятия парапланеризмом (параглайдинг, парапланы). Из-за особенностей местности создаются благоприятные условия независимо от высоты полёта.